# گورستان داشلار آراسی ۲
گورستان داشلار آراسی ۲ مربوط به هزاره اول قبل از میلاد است و در شهرستان ورزقان، بخش مرکزی، دهستان کاسین، ۵۰۰ متری شرق روستای کاسین واقع شده و این اثر در تاریخ ۲۳ بهمن ۱۳۸۵ با شمارهٔ ثبت ۱۷۳۴۵ به‌عنوان یکی از آثار ملی ایران به ثبت رسیده است.